# Sajith Premadasa
Sajith Premadasa (Colombo, 12 de enero de 1967) es un político de Sri Lanka. Es el actual líder de la oposición de Sri Lanka y miembro del parlamento por el distrito de Colombo.
Premadasa es hijo de Ranasinghe Premadasa, quien fue presidente de Sri Lanka de 1989 a 1993. Fue educado en la Escuela Preparatoria S. Thomas, Royal College, Colombo y Escuela Mill Hill antes de ingresar a la Escuela de Economía de Londres }. Estaba haciendo sus estudios de posgrado en la Universidad de Maryland cuando su padre fue asesinado en 1993. Regresó a Sri Lanka y entró en política, en representación del distrito de Hambantota, habiéndose unido al Partido Nacional Unido. 
Fue elegido para el parlamento en 2000 y fue nombrado Viceministro de Salud en 2001, cargo que ocupó hasta 2004. Fue nombrado líder adjunto del Partido Nacional Unido en 2011 y fue nombrado ministro de Gabinete de Vivienda y Samurdhi en el gobierno nacional del presidente Sirisena en 2015. Disputó las elecciones presidenciales de 2019 en noviembre de 2019 como candidato presidencial del Frente Nacional Unido, en el que obtuvo el segundo lugar. En diciembre de 2019, fue designado líder de la oposición y miembro del Consejo Constitucional de Sri Lanka. El 30 de enero de 2020, fue seleccionado como líder (por lo tanto, candidato a primer ministro) de una nueva alianza líder de la UNP.

## Temprana edad y educación
Sajith Premadasa nació el 12 de enero de 1967 en Colombo, hijo de Ranasinghe Premadasa, quien en ese momento era ministro de Radiodifusión y miembro del Parlamento del distrito de Colombo y su esposa Hema Premadasa . Tenía una hermana, Dulanjali. Su padre fue elegido presidente de Sri Lanka en 1989 y se desempeñó como primer ministro de 1977 a 1989.
Premadasa fue educado en la Escuela Preparatoria de S. Thomas y el Royal College, se presentó a su examen ordinario (O / L) y de nivel avanzado (A / L) en Mill Hill School, Londres. Premadasa ganó el premio A/L de política y estudios empresariales y además de ser nombrado prefecto, también jugó en el primer equipo de cricket 11 durante cuatro años, capitaneando el equipo en 1986. Graduado de la Escuela de Economía de Londres (LSE) y de la Universidad de Londres, su título abarcó las áreas de economía, política y relaciones internacionales, una educación que le fue muy útil más tarde cuando se lanzó como miembro de base político. Hizo una pasantía en el Comité de Relaciones Exteriores del Senador Larry Pressler, un republicano de Dakota del Sur. Premadasa se reunió con muchos otros senadores influyentes, incluidos John McCain y el excandidato presidencial John Kerry. Mientras completaba su maestría en los Estados Unidos regresó a Sri Lanka tras la muerte de su padre.

## Carrera política

### Primeros años
Premadasa ingresó a la política de Sri Lanka después del asesinato de su padre en 1993. Habiéndose unido al partido de su padre, el Partido Nacional Unido, fue nombrado organizador distrital de la UNP para el distrito de Hambantota en 1994, donde lanzó varios proyectos para el alivio de la pobreza y el desarrollo de viviendas. Inició el movimiento juvenil Tharuna Saviya ; la Fundación de Desarrollo de Personas Jana Suwaya para el alivio de la pobreza en Hambantota; y Sasunata Aruna para ayudar a los templos budistas y las escuelas dominicales en línea con las celebraciones de 2600 Sambuddhathwa Jayanthi.

### Parlamento
Fue del distrito de Hambantota que participó en las elecciones generales de 2000 y entró al parlamento ganando el 83 por ciento de los votos preferenciales de la UNP. Obtuvo el 82 por ciento de los votos preferenciales en las elecciones generales de 2001, el 84 por ciento en las elecciones generales de 2004, el 89 por ciento en las elecciones generales de 2010 y el 86 por ciento en las elecciones generales de 2015.

### Viceministraode Salud
Fue nombrado Viceministro de Salud bajo el mandato de Ranil Wickramasinghe en 2001 y permaneció hasta 2004 cuando el presidente Chandrika Kumaratunga disolvió el gobierno de Wickramasinghe.

### Liderazgo del partido
Por cuarta elección general consecutiva, Premadasa ganó el porcentaje más alto de votos preferenciales de todos los candidatos del Partido Nacional Unido, que fue poco menos del 90 por ciento de los votos del Partido Nacional Unido en el distrito electoral de Hambantota. Premadasa fue elegido líder adjunto del Partido Nacional Unido en 2011 y luego destituido de su cargo en 2013. Sin embargo, fue reelegido el 24 de septiembre de 2014.

### Ministro de Vivienda y Samurdhi
Luego de las elecciones presidenciales de 2015, Premadasa fue nombrada ministra de Vivienda y Samurdhi en el nuevo gabinete formado en enero de 2015 por el presidente Maithripala Sirisena. Como ministro de vivienda, inició varios proyectos nacionales de vivienda para familias de ingresos bajos y medios. Estos incluyen Gamudawa, los apartamentos de Jalthara Green Valley y Mount Clifford, Homagama. Como ministro de Samurdhi, aumentó al doble el pago de Samurdhi. Con la incorporación de la construcción a su cartera, inició el objetivo Shelter For All 2025 y proporcionó más de 65 000 casas a familias de bajos ingresos e inició 2500 aldeas.

## Elecciones presidenciales de Sri Lanka de 2019
El Partido Nacional Unido no presentó un candidato presidencial en las elecciones de 2010 y 2015 y apoyó a un candidato común. A pesar de que ganaron las elecciones de 2015 y eligieron a Maithripala Sirisena gracias a su apoyo, las relaciones entre el presidente y la UNP fueron inestables desde el principio. La lucha por el poder entre el presidente y el primer ministro de la UNP, Ranil Wickremesinghe, condujo a la crisis constitucional de Sri Lanka de 2018. A raíz de los hechos, la mayoría de los miembros de la UNP expresaron públicamente su pesar por apoyar a un candidato común en 2015 y prometieron presentar su propio candidato presidencial en las elecciones de 2019.
El líder del partido, Ranil Wickremesinghe, era la opción obvia para la candidatura y, según los informes, expresó sus intenciones de postularse para la presidencia en una reunión con otros miembros de alto nivel. Mientras tanto, varios parlamentarios rebeldes, incluidos Mangala Samaraweera, Harin Fernando, Ajith Perera, Harsha de Silva, Sujeewa Senasinghe, querían al líder adjunto Premadasa como candidato del partido y organizaron una manifestación en Badulla donde Premadasa expresó abiertamente sus intenciones de ser el candidato de la UNP.
Con el creciente apoyo a Premadasa y al líder del partido, Wickremesinghe, negándose a hacer un movimiento, el presidente del parlamento, Karu Jayasuriya, emitió un comunicado en el que señalaba su intención de postularse para la presidencia para poner fin a la confusión y evitar una ruptura dentro del partido. La facción Premadasa obtuvo un fuerte apoyo de los miembros del partido a través de mítines exitosos en Matara, Kurunegala y Matugama .
Fue derrotado por Gotabaya Rajapaksa, quien hizo campaña en una plataforma pronacionalista, de desarrollo económico y seguridad nacional en la que Rajapaksa recibió 6.924.255 votos (52,25% del total de votos) y una mayoría de 1.360.016 votos sobre Premadasa, que obtuvo el 41,99% del total de votos. . Rajapaksa obtuvo la mayoría en las áreas predominantemente cingalesas de la isla, que incluían los distritos de Kalutara, Galle, Matara, Hambantota, Monaragala, Ratnapura, Badulla, Kurunegala, Puttalam, Gampaha, Kandy, Matale, Polonnaruwa Colombo, Kegalle y Anuradhapura. Al mismo tiempo, Premadasa obtuvo la mayoría en las zonas dominadas por las minorías tamil y musulmana, que habían sido afectadas por la guerra civil. Después de la elección, Premadasa renunció a todas las carteras y cargos ministeriales, incluido el cargo de líder adjunto del Partido Nacional Unido.

## Líder de la oposición
El 5 de diciembre de 2019, fue nominado líder de la oposición y nombrado oficialmente por el orador el 3 de enero de 2020. Con su nombramiento como líder de la oposición, se le otorgó automáticamente un puesto como miembro del Consejo Constitucional.

## Candidato a primer ministro y líder de Samagi Jana Balawegaya
Premadasa fue seleccionado por su partido como candidato a primer ministro del Frente Nacional Unido el 30 de enero de 2020. Fue nombrado líder de la alianza después de que la mayoría de los líderes del partido lo respaldaron sobre su líder Ranil Wickramasinghe. Fue designado como el recién formado Samagi Jana Balawegaya dirigido por el Partido Nacional Unido para participar en las próximas elecciones para primer ministro.